# Sahajadpur
Sahajadpur è una suddivisione dell'India, classificata come census town, di 15.720 abitanti, situata nel distretto di Murshidabad, nello stato federato del Bengala Occidentale. In base al numero di abitanti la città rientra nella classe IV (da 10.000 a 19.999 persone).

## Geografia fisica
La città è situata a 24° 00' 32 N e 88° 29' 12 E.

## Società

### Evoluzione demografica
Al censimento del 2001 la popolazione di Sahajadpur assommava a 15.720 persone, delle quali 7.517 maschi e 8.203 femmine. I bambini di età inferiore o uguale ai sei anni assommavano a 3.183, dei quali 1.602 maschi e 1.581 femmine. Infine, coloro che erano in grado di saper almeno leggere e scrivere erano 6.974, dei quali 3.948 maschi e 3.026 femmine.